# Abbaye de Dunkeswell
L’abbaye de Dunkeswell est une abbaye cistercienne située à Dunkeswell, située dans le Devon, en Angleterre. Elle a été bâtie à partir de 1201. Comme la plupart des abbayes anglaises, elle a été fermée en 1539, durant la campagne de dissolution des monastères.

## Histoire

### Fondation
L'abbaye est fondée sur la requête de William Brewer, shérif du Devon, qui demande à des moines cisterciens de l'abbaye de Forde de s'installer sur son territoire. Il est d'ailleurs enterré dans l'abbaye à sa mort en 1226

### Dissolution
En 1536, comme de nombreuses autres abbayes anglaises, à la suite de la rupture entre Henry VIII et l'Église catholique, l'abbaye de Dunkeswell est fermée et les moines chassés.